# 반다 판필

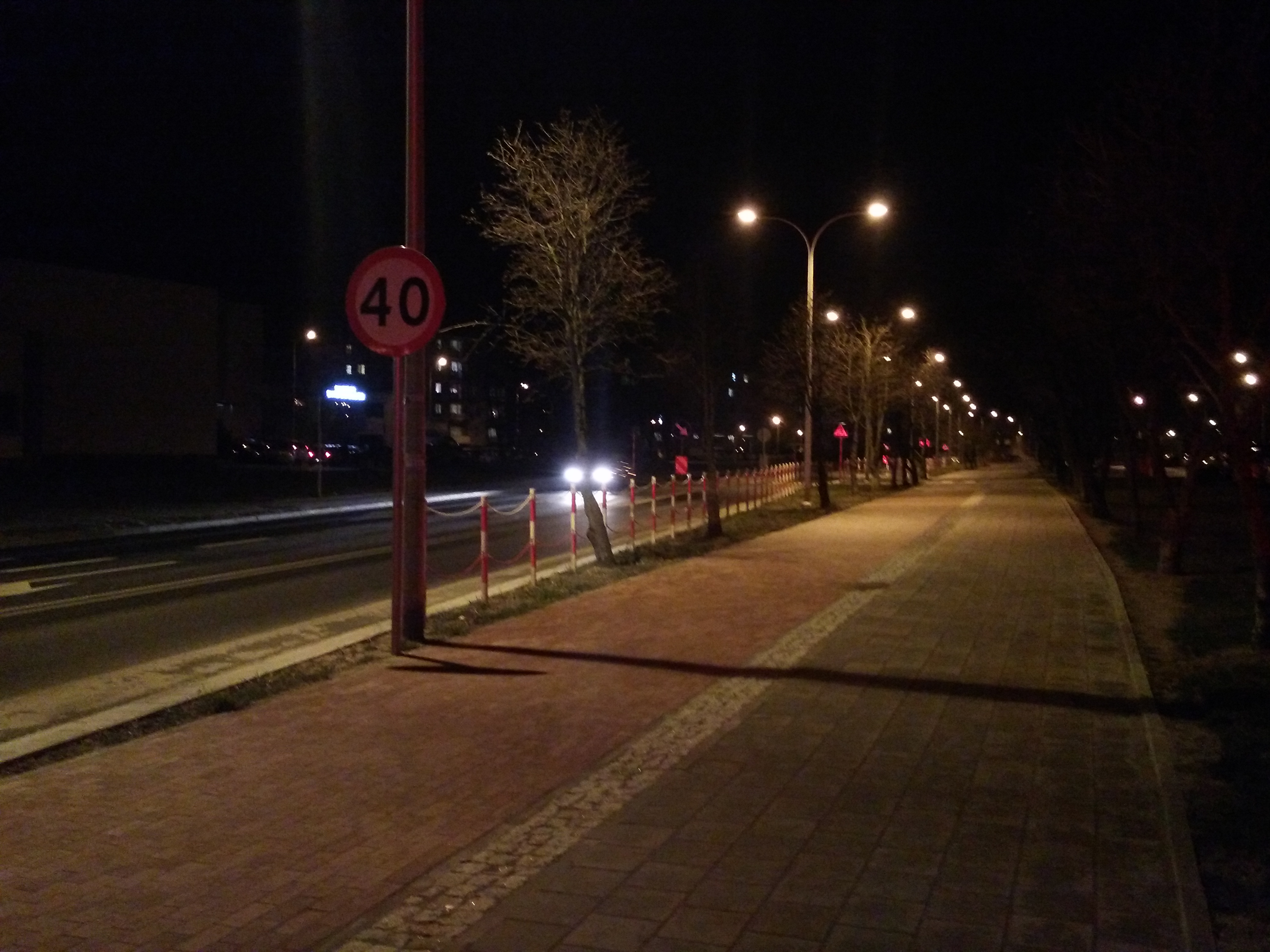

반다 마리안나 판필-곤살레스(폴란드어: Wanda Marianna Panfil-González, 1959년 1월 26일 ~ )은 폴란드의 장거리달리기 선수로 일본 도쿄에서 열린 1991년 세계 육상 선수권 대회에 나가 마라톤에서 우승했다.
2개의 하계 올림픽에 출전한 판필은 1988년 서울 올림픽에서 그녀는 여자 마라톤에서 2시간 34분 35초로 22위를 했고, 4년 후 바르셀로나 올림픽에서는 2시간 47분 27초로 22위를 했다.
선수 생활 동안 그녀는 런던 마라톤, 보스턴 마라톤, 뉴욕 마라톤과 나고야 마라톤을 우승하였다. 멕시코의 장거리 달리기 선수 마우리시오 곤살레스와 결혼했다.

## 대회 성적
| Event            | 1988 | 1989 | 1990 | 1991 | 1992 |
| ---------------- | ---- | ---- | ---- | ---- | ---- |
| 하계 올림픽      | 22위 |      |      |      | 22위 |
| 세계 선수권 대회 |      |      |      | 1위  |      |

## 참조
- 폴란드 올림픽 위원회
- sports-reference